# Andrej Vasil'ev (calciatore)
Andrej Dmitrievič Vasil'ev (in russo Андрей Дмитриевич Васильев?; San Pietroburgo, 11 febbraio 1992) è un calciatore russo, difensore del Qyzyljar.

## Carriera

### Club
Ha giocato nella prima divisione dei campionati russo e bielorusso.

### Nazionale
Ha giocato nelle nazionali giovanili russe Under-18, Under-19 ed Under-21.

## Statistiche

### Presenze e reti nei club
Statistiche aggiornate al 26 ottobre 2021.
| Stagione                  | Squadra                   | Campionato                | Campionato | Campionato | Coppe nazionali | Coppe nazionali | Coppe nazionali | Coppe continentali | Coppe continentali | Coppe continentali | Altre coppe | Altre coppe | Altre coppe | Totale | Totale |
| Stagione                  | Squadra                   | Comp                      | Pres       | Reti       | Comp            | Pres            | Reti            | Comp               | Pres               | Reti               | Comp        | Pres        | Reti        | Pres   | Reti   |
| ------------------------- | ------------------------- | ------------------------- | ---------- | ---------- | --------------- | --------------- | --------------- | ------------------ | ------------------ | ------------------ | ----------- | ----------- | ----------- | ------ | ------ |
| mar.-mag. 2012            | Rostov                    | PL                        | 3          | 0          | CR              | -               | -               |                    | -                  | -                  |             | -           | -           | 3      | 0      |
| 2012-2013                 | Rostov                    | PL                        | 0          | 0          | CR              | 0               | 0               |                    | -                  | -                  |             | -           | -           | 0      | 0      |
| Totale Rostov             | Totale Rostov             | Totale Rostov             | 3          | 0          |                 | 0               | 0               |                    | -                  | -                  |             | -           | -           | 3      | 0      |
| lug.-dic. 2013            | Dinamo San Pietroburgo    | 1D                        | 19         | 0          | CR              | 1               | 0               |                    | -                  | -                  |             | -           | -           | 20     | 0      |
| feb.-giu. 2014            | Arsenal Tula              | 1D                        | 0          | 0          | CR              | -               | -               |                    | -                  | -                  |             | -           | -           | 0      | 0      |
| 2014-2015                 | Arsenal Tula              | PL                        | 15         | 0          | CR              | 2               | 0               |                    | -                  | -                  |             | -           | -           | 17     | 0      |
| Totale Arsenal Tula       | Totale Arsenal Tula       | Totale Arsenal Tula       | 15         | 0          |                 | 2               | 0               |                    | -                  | -                  |             | -           | -           | 17     | 0      |
| 2015-2016                 | Zenit-2                   | 1D                        | 26         | 1          |                 | -               | -               |                    | -                  | -                  |             | -           | -           | 26     | 1      |
| gen.-giu. 2017            | Čajka Pesčanopskoe        | 2D                        | 14         | 1          | CR              | -               | -               |                    | -                  | -                  |             | -           | -           | 14     | 1      |
| 2017-mar. 2018            | Čajka Pesčanopskoe        | 2D                        | 18         | 0          | CR              | 2               | 0               |                    | -                  | -                  |             | -           | -           | 20     | 0      |
| Totale Čajka Pesčanopskoe | Totale Čajka Pesčanopskoe | Totale Čajka Pesčanopskoe | 32         | 1          |                 | 2               | 0               |                    | -                  | -                  |             | -           | -           | 34     | 1      |
| 2018                      | Tarpeda Minsk             | VL                        | 25         | 1          | CB              | 2               | 0               |                    | -                  | -                  |             | -           | -           | 27     | 1      |
| 2019                      | Tarpeda Minsk             | VL                        | 13         | 0          | CB              | 0               | 0               |                    | -                  | -                  |             | -           | -           | 13     | 0      |
| Totale Tarpeda Minsk      | Totale Tarpeda Minsk      | Totale Tarpeda Minsk      | 38         | 1          |                 | 2               | 0               |                    | -                  | -                  |             | -           | -           | 40     | 1      |
| 2019                      | Homel'                    | VL                        | 14         | 0          | CB              | 2               | 0               |                    | -                  | -                  |             | -           | -           | 16     | 0      |
| 2020                      | Nëman                     | VL                        | 29         | 0          | CB              | 2               | 0               |                    | -                  | -                  |             | -           | -           | 31     | 0      |
| 2021                      | Nëman                     | VL                        | 22         | 0          | CB+CB           | 2+2             | 0               |                    | -                  | -                  |             | -           | -           | 24     | 0      |
| Totale Nëman              | Totale Nëman              | Totale Nëman              | 51         | 0          |                 | 6               | 0               |                    | -                  | -                  |             | -           | -           | 57     | 0      |
| Totale carriera           | Totale carriera           | Totale carriera           | 198        | 3          |                 | 15              | 0               |                    | -                  | -                  |             | -           | -           | 213    | 3      |

## Palmarès

### Club

#### Competizioni nazionali
- Coppa di Bielorussia: 1

Nëman: 2023-2024